# Serra Sant’Abbondio
Serra Sant’Abbondio település Olaszországban, Marche régióban, Pesaro és Urbino megyében. Lakosainak száma 904 fő (2023. január 1.). Serra Sant’Abbondio Frontone, Pergola, Sassoferrato és Scheggia e Pascelupo községekkel határos.

## Népesség
A település lakossága az elmúlt években az alábbi módon változott:
| Lakosok száma | 1012 | 1001 | 904  |
|               | 2017 | 2018 | 2023 |